# Hůrecký potok (přítok Teplé)
Hůrecký potok je horský vodní tok ve Slavkovském lese, v okrese Karlovy Vary, pravostranný přítok Teplé.
Délka toku měří 4,3 km, plocha povodí činí 9,56 km².

## Průběh toku
Potok pramení ve Slavkovském lese v nadmořské výšce 700 metrů na jižním svahu kopce Hůrka (817 m), na území obce Útvina v k. ú. Český Chloumek. Celý tok Hůreckého potoka se nachází v Chráněné krajinné oblasti Slavkovský les. Neobydlenou krajinou teče potok nejprve severozápadním směrem, později jihozápadním. V místě, kde přibírá zprava drobný bezejmenný potok, roste při jeho pravém břehu skupina památných stromů s poetickým názvem Stromořadí princezny Marie, které nechal roku 1902 vysadit na počest své sestřenice princezny Maria Spada-Veralli-Potenziani (1852–1899) po její smrti Bedřich Beaufort-Spontin. Odtud teče potok podél silnice z Hlinek do Vodné, kde se vlévá zprava do Teplé na jejím 21,7 říčním kilometru.